# Vladimir Gerasimov
Vladimir Gerasimov (russisk: Владимир Иванович Гера́симов) (født 11. august 1907 i det Russiske Kejserrige, død 10. oktober 1989 i Moskva i Sovjetunionen) var en sovjetisk filminstruktør, skuespiller og manuskriptforfatter.

## Filmografi
- Guttapertjevyj maltjik (Гуттаперчевый мальчик, 1957)[1][2]
- Ispytatelnyj srok (Испытательный срок, 1960)
- Nepridumannaja istorija (Непридуманная история, 1964)